# Ortensio Lando

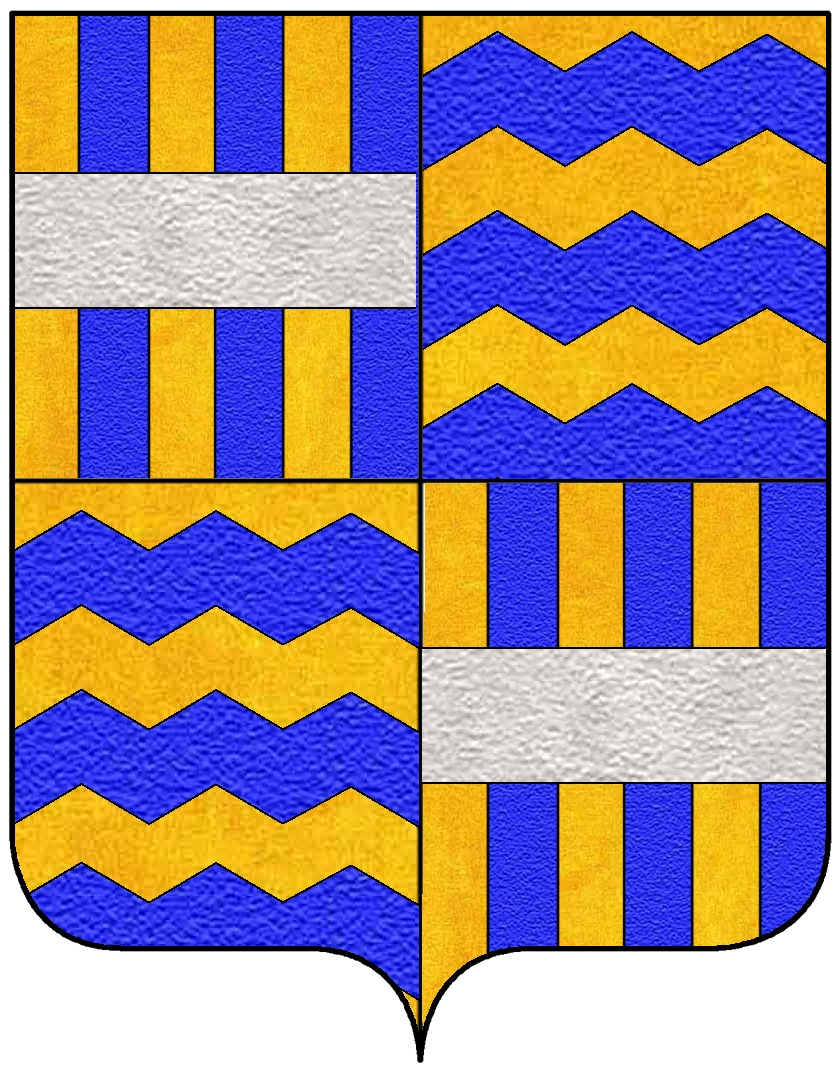
Stemma dei Landi

Ortensio Lando (Milano, 1510 circa – Napoli, 1558 circa) è stato un umanista italiano.

## Biografia
Nato a Milano intorno al 1510 da Domenico Landi, originario di Piacenza, e dalla milanese Caterina Castelletta, sarebbe entrato nel 1523 in un convento agostiniano assumendo il nome di Geremia. Nel 1523 passò a Padova, poi a Genova, a Siena, a Napoli e nel 1531 nel convento bolognese di San Giacomo Maggiore, dove studiò teologia, mentre nello Studio di Bologna avrebbe conseguito la laurea in medicina.
Come molti letterati dell'epoca (per es. Girolamo Ruscelli, Giuseppe Betussi, Francesco Sansovino) condusse una vita errabonda per l'Italia e l'Europa (una satira contro Erasmo da Rotterdam lo costrinse a riparare in Francia) prima di approdare definitivamente a Venezia, dove fu un poligrafo, prestando la sua opera per i famosi editori veneziani per i quali fece traduzioni, compilò raccolte e annotò alcuni testi classici. Scrisse molte opere, molte delle quali anonime, o sotto pseudonimo, e come tali registrate nel Dizionario del Melzi. È noto come traduttore di Cicerone e de L'Utopia di Tommaso Moro, prima traduzione in lingua italiana pubblicata nel 1548 a Venezia da Anton Francesco Doni.

## Opere
- Cicero relegatus & Cicero reuocatus. Dialogi festiuissimi, Venezia, Melchiorre Sessa il vecchio, 1534.
- Commentario de le più notabili, & mostruose cose d'Italia, & altri luoghi, di lingua aramea in italiana tradotto, nelquale s'impara, & prendesi estremo piacere. Vi si e poi aggionto un breue catalogo de gli inuentori de le cose che si mangiano, & si beuono, nuouamente ritrouato, & da messer anonymo di Vtopia composto, Vinetia, al segno del Pozzo, Andrea Arrivabene, 1550.
- Consolatorie de diuersi autori nouamente raccolte, & da chi le raccolse; deuotamente consecrate al s. Galeoto Picco conte della Mirandola, & cauallier di S. Michele, Vinegia, al segno del pozzo, Andrea Arrivabene, 1550.
- Philalete Polytopiensi, De arte peregrinandi libri 2. Variis exemplis: quibus accesserunt in fine Quaestiones Forcianae: hoc est, De variis Italorum ingeniis: & de muliebris sexus praestantia, dialogi authore Philalete Polytopiensi ciuel. Singuli accurate denuo recusi.Diletteuoli orationi nella morte di diuersi animali. Nelle quali con vagha, & curiosa lettura s'ammira l'acutezza dello 'ngegno di molti autori, Venetia, appresso Barezzo Barezzi, 1622.
- Dialogo di M. Hortensio Lando, nel quale si ragiona della consolatione et utilita che si gusta leggendo la Sacra Scrittura ..., Venetia, al segno del pozzo, Andrea Arrivabene, 1552.
- Dilettevoli orationi nella morte di diversi animali, Venetia, L. Pittoni, 1712.
- Due panegirici nuouamente composti, de quali l'vno e in lode della S. Marchesana della Padulla et l'altro in comendatione della S. Donna Lucretia Gonzaga da Gazuolo, Vinegia, de Ferrari et fratelli, 1552.
- *  Philalete Polytopiensi, Forcianae quaestiones, in quibus uaria Italorum ingenia explicantur, multaque alia scitu non indigna. Autore Philalethe Polytopiensi ciue ..., Lovanii, excudebat Iacobus Bathenius, prostant apud Martinum Rotarium, 1550.
- Incerti authoris Breuis elucubratio nuper inuenta, de his morbis, a quibus humana corpora infestari, corrumpique solita sunt, Venetiis, Apud Gabrielem Giolitum de Ferrariis et fratres, 1553.
- La sferza de scrittori antichi et moderni di M. Anonimo di Vtopia alla quale e dal medesimo aggiunta una essortatione allo studio delle lettere, Vinegia, Andrea Arrivabene, 1550.
- Le forciane questioni nelle quali i varii costumi degli italiani e molte cose non indegne da sapersi si spiegano / di Filalete cittadino politopiense (Ortensio Lando) ; tradotte da Giovanni Paoletti, Venezia, dalla tip. di S. Martinengo, 1857.
- Lettere della molto illustre sig. la s.ra donna Lucretia Gonzaga da Gazuolo con gran diligentia raccolte, et a gloria del sesso femminile nuovamente in luce poste, Vinegia, appresso Gualtero Scotto, 1552.
- Lettere di molte valorose donne, nelle quali chiaramente appare non esser ne di eloquentia ne di dottrina alli huomini inferiori / [Hortensius Lando], Vinegia, appresso Gabriel Giolito de Ferrari, 1548.
- Miscellaneae quaestiones, Venetiis, apud Gabrielem Iolitum et fratres de Ferrariis, 1550.
- Novelle / Ortensio Lando ; a cura di Davide Canfora, Bari, Edizioni di Pagina, 2007.
- Novelle di m. Ortensio Lando / con diligenza ristampate e corrette, precedute dalla sua vita, Lucca, presso Giovanni Baccelli, 1851.
- Oracoli de moderni ingegni si d'huomini come di donne, ne quali, unita si vede tutta la philosophia morale, che fra molti scrittori sparsa si leggeua /\M.O.L.!, Vinetia, appresso Gabriel Giolito de Ferrari e fratelli, 1550.
- Paradossi cioe, sententie fuori del comun parere, nouellamente uenute in luce. Opra non men dotta che piaceuole, & in due parti separata, Vinegia, 1544.
- Confutatione del libro de paradossi nuovamente composta, et in tre orationi distinta, 1545.
- Quattro libri de dubbi con le solutioni a ciascun dubbio accommodate. La materia del primo e naturale, del secondo e mista (benché per lo più sia morale) del terzo e amorosa, & del quarto e religiosa, Vinegia, appresso Gabriel Giolito de Ferrari e fratelli, 1552.
- Ragionamenti familiari de diuersi autori, non meno dotti, che faceti, et dedicati alla rara cortesia del molto reuerendo ... Andrea Mattheo d'Acqua Viua, Vinegia, per Pietro, et Zuanmaria fratelli di Nicolini da Sabbio, 1550.
- Selua di bellissimi dubbi con dotte solutioni a ciascun dubbio accommodate, diuisa in due parti. Delle quali nella prima i naturali, nell'altra i morali si contengono: di nuouo riuista & d'vtili annotationi arricchita da Annibale Nouelli piacentino, come a questo segno * vedere si potra, Piacenza, appresso Giouanni Bazachi, 1597.
- Sermoni funebri de vari authori nella morte de diuersi animali, Vinegia, appresso Gabriel Giolito De Ferrari, 1548.
- Sette libri de cathaloghi a' varie cose appartenenti, non solo antiche, ma anche moderne / \Hortensio Landi!: opera vtile molto alla historia, et da cui prender si po materia di favellare d'ogni proposito che ci occorra, Vinegia, appresso Gabriel Giolito de Ferrari et fratelli, 1552.
- Una breue prattica di medicina per sanare le passioni dell'animo, Padova, appresso Gratioso Perchacino.
- Varii componimenti di M. Hort. Lando. Nuouamenti venuti in luce. Quesiti amorosi, con le risposte. Dialogo intitolato Vlisse. Ragionamento occorso tra vn caualliere, & vn'huomo soletario. Alcune nuouele. Alcune fauole. Alcuni scroppoli, che sogliono occorrere nella cottidiana nostra lingua, Vinegia, appresso Gabriel Giolito de Ferrari et fratelli, 1552.
- Disquisizioni su passi scelti della Santa Scrittura, A cura di Silvana Seidel Menchi, Collana NUE, Torino, Einaudi, 2024, ISBN 978-88-062-6157-3.